# Cùl Mòr
Cùl Mòr Schots-Gaelisch: Cuthaill Mhòr of Grote Heuvel van de Veestal is een twee-piekige berg in het noordwesten van Sutherland, Schotse Hooglanden, met een hoogte van 849 m. De andere top is de Creag nan Calman, 828 m hoog en Schots-Gaelisch voor Steile Rots van de Duiven. Creag nan Calman ligt ten zuiden van Cùl Mòr.
Cùl Mòr is de hoogste berg van de nabije omgeving waardoor men van de top een mooi uitzicht op de omgeving en naburige bergen waaronder de dichtbijgelegen bergen Cùl Beag, Suilven, Stac Pollaidh en Canisp.

## Geologie
Cùl Mòr bestaat uit kwartsiet, afgezet tijdens het Cambrium, vanaf ongeveer 500 Ma jaar geleden. De top van de berg was toen een zandstrand.

## Beklimming
Cùl Mòr wordt het best beklommen door te starten aan de parking bij Knockan Crag; van daar leidt een jagerspad richting de top van de berg. Op de berg is de route richting de top aangeduid met cairns.

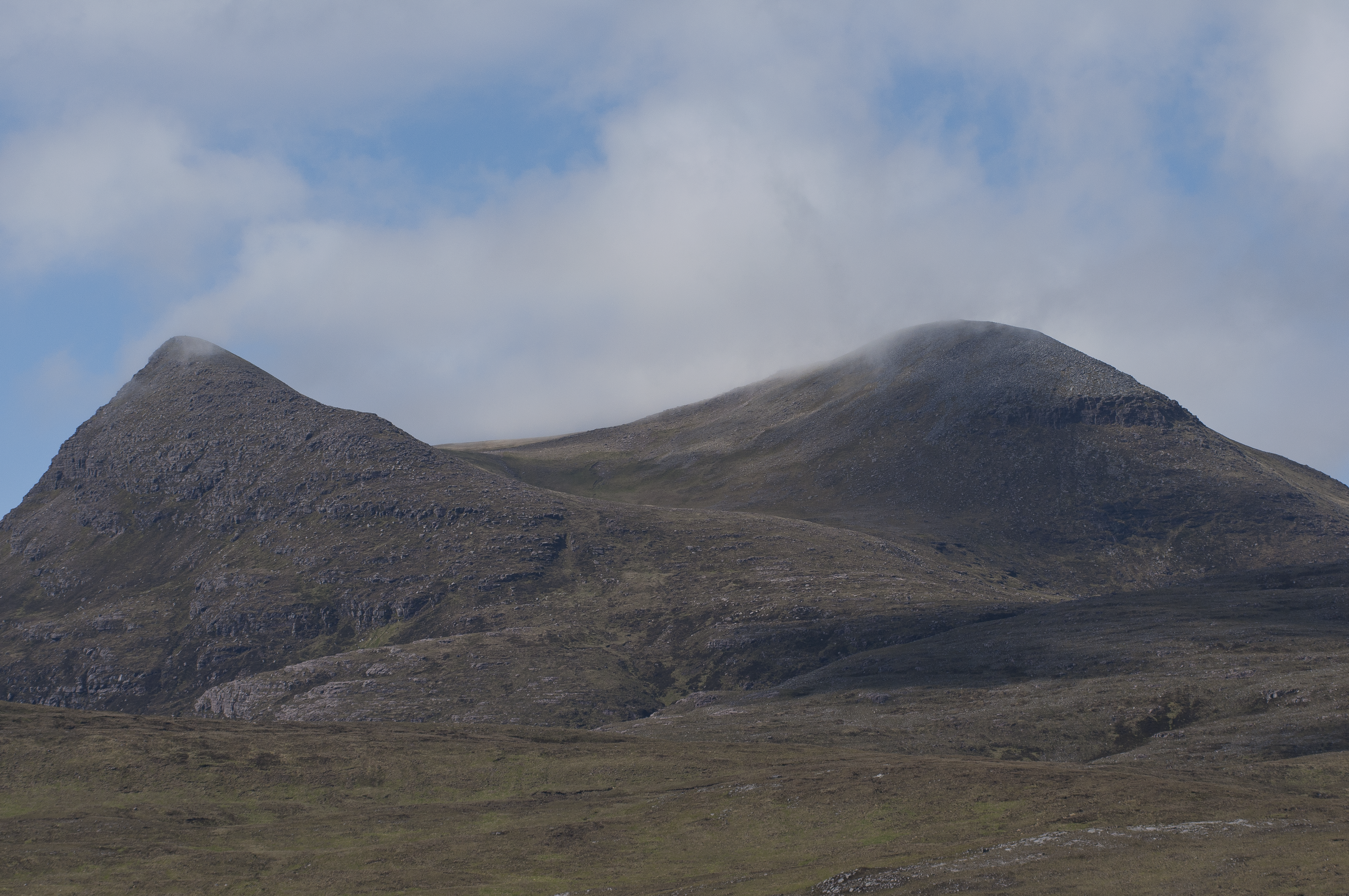
Creag nan Calman (links) en Cùl Mòr
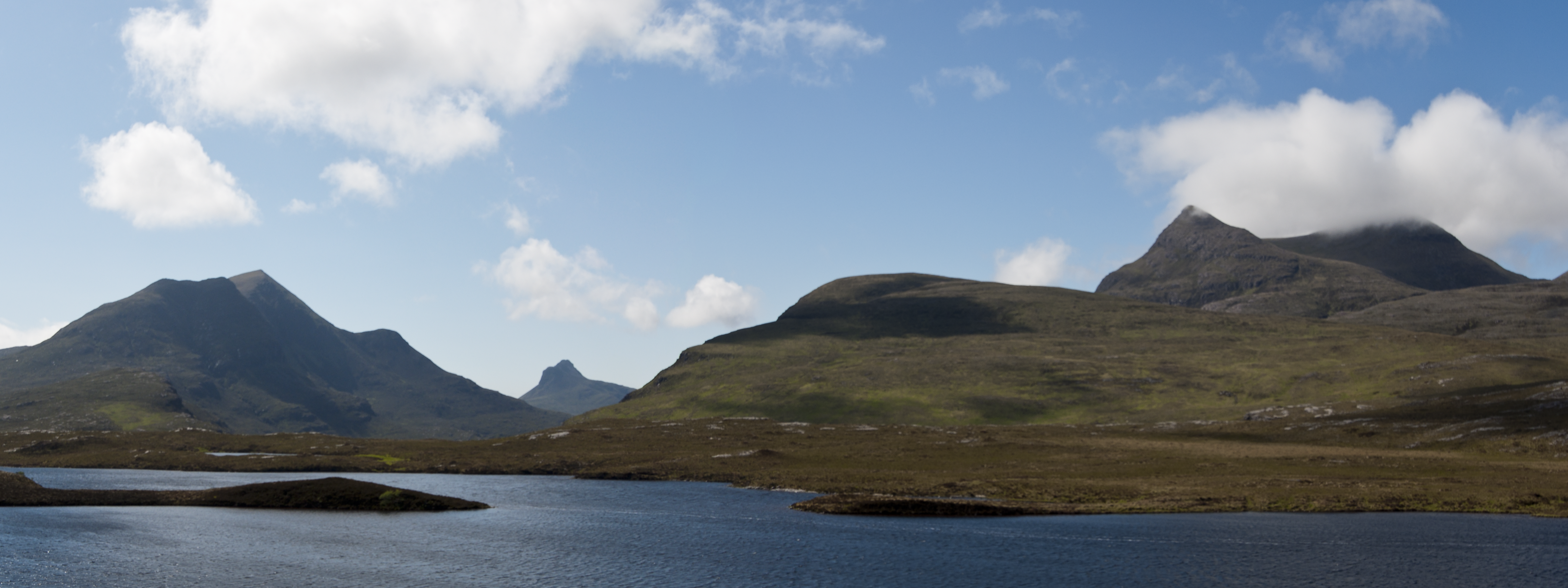
Van links naar rechts: Meall Dearg, Cùl Beag, Stac Pollaidh, Creag nan Calman en Cùl Mòr